# Monarquías del Golfo

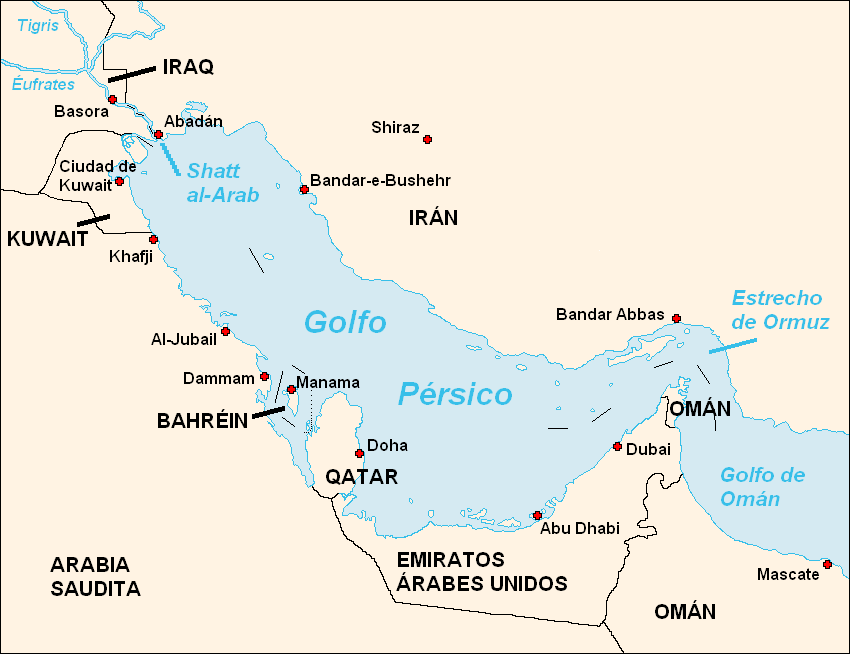
Mapa político de la zona.

Monarquías del Golfo Pérsico es un término geopolítico con el que se designa al conjunto de países del Golfo Pérsico, todos ellos países musulmanes y árabes, que se gobiernan por monarquías (bajo los nombres propios de su civilización, como el de emiratos). El más poblado y extenso es Arabia Saudita, y los demás, pequeños y poco poblados, pero también muy ricos a causa de sus yacimientos de petróleo, son Kuwait, Emiratos Árabes Unidos (una federación de estados), Omán, Catar y Baréin.
Existe un órgano de integración regional compuesto por estos países, denominado Consejo de Cooperación del Golfo (CCG).
Existe una gran disparidad entre los altos niveles de renta per cápita y los bajos niveles de desarrollo económico (en términos de industrialización) y de desarrollo social y humano (IDH). Particularmente graves son las diferencias sociales y jurídicas entre la élite dirigente y la numerosa población emigrante que se emplea en todo tipo de trabajos, especialmente los menos cualificados (los de mayor cualificación son ejercidos por personal muy bien pagado procedente de los países más desarrollados).

los ciudadanos bidun y nacionalizados de los países árabes del Golfo. Los primeros, al ser apátridas, no tienen donde ir y son considerados extranjeros, mientras que los segundos son tratados como ciudadanos de segunda; se les niega el derecho a presentarse a las elecciones, a organismos representativos o a votar.
Informe sobre desarrollo humano árabe 2004

Otros asuntos de especial trascendencia son la peculiar condición de la mujer y el mayor o menor rigorismo religioso (fundamentalismo islámico, wahabismo, aplicación de la Sharia, etc.).